# Kish (Iran)
Kish (Perzisch: کیش) is een Iraans eiland in de Perzische Golf. Het is deel van de provincie Hormozgan. Het eiland is tot vrijhandelsgebied verklaard. Elk jaar bezoeken zo'n 1,5 miljoen mensen het eiland.

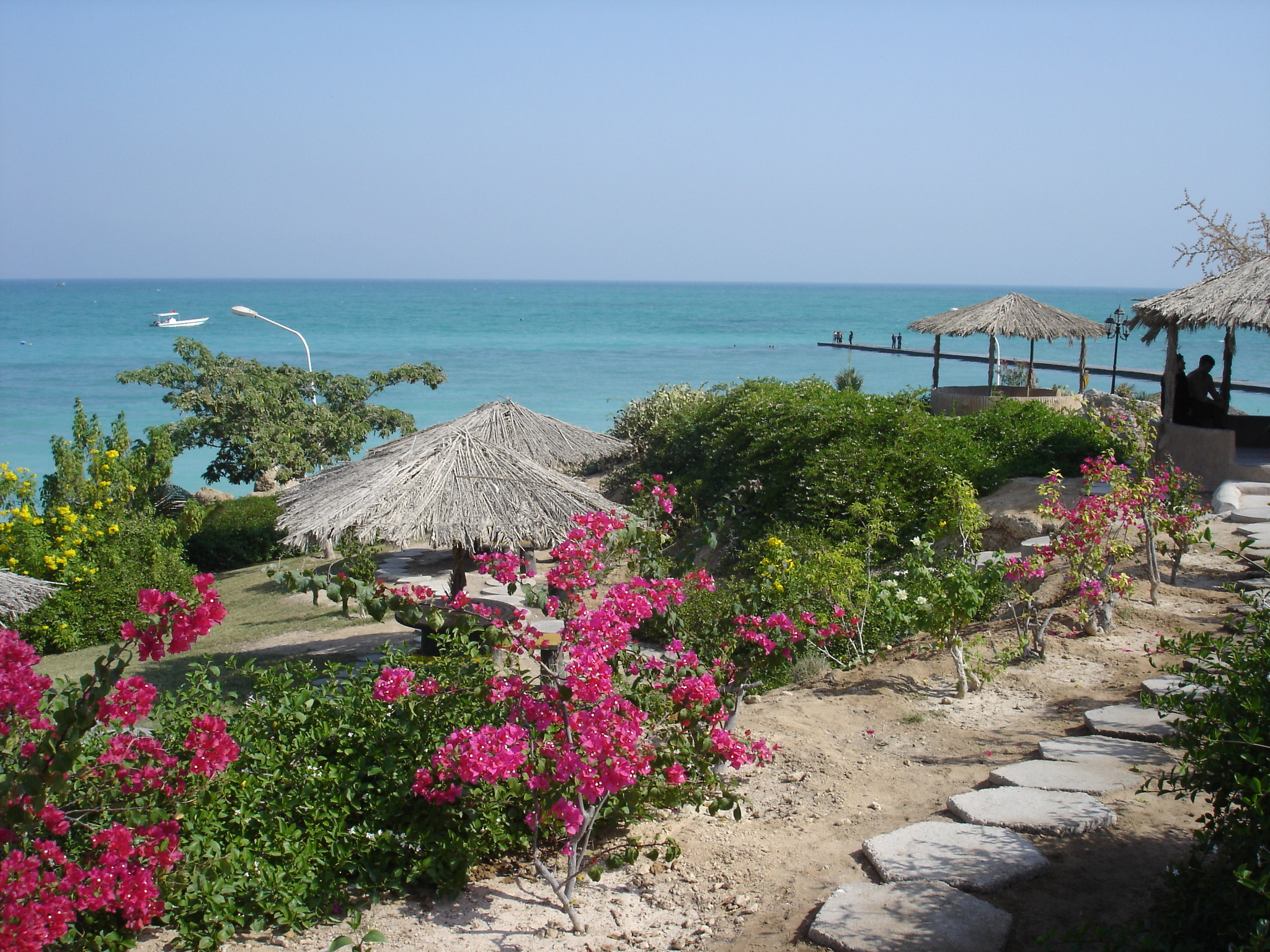
Kish

Sinds het midden van de jaren negentig is de Iraanse overheid bezig om Kish te promoten als een alternatief voor Dubai en Qatar. Er zijn grote projecten gestart om de handel en toerisme te bevorderen, waaronder de bouw van luxueuze hotels.
Iran heeft een internationale handelsbeurs voor aardolie geopend op het eiland. Dit is de vierde beurs wereldwijd waar aardolie wordt verhandeld en de eerste waarbij de handel in euro's wordt afgerekend.
Het eiland Kish moet niet verward worden met een ander eiland, Qishm.